# Sông Cà Lúi
Sông Cà Lúi là một phụ lưu của sông Ba. Sông Cà Lúi chảy qua các tỉnh Gia Lai và Phú Yên, Việt Nam .
Sông có chiều dài 56 km và diện tích lưu vực là 191 km² .
Sông khởi nguồn từ vùng đất xã Cà Lúi huyện Sơn Hòa. Một đoạn dài sông là ranh giới giữa huyện Krông Pa tỉnh Gia Lai và huyện Sơn Hòa tỉnh Phú Yên.
Quốc lộ 25 cắt sông tại Km69 ở cầu Cà Lúi, còn gọi là cầu Klúi, là tên ban đầu của địa danh theo tiếng dân tộc. Cầu ở nơi giáp ranh giữa xã Chư Ngọc, huyện Krông Pa, tỉnh Gia Lai với xã Krông Pa, huyện Sơn Hòa, tỉnh Phú Yên .